# Central geotèrmica d'Svartsengi
La central geotèrmica d'Svartsengi és una planta d'energia geotèrmica, que es troba al camp geotèrmic d'Svartsengi, a uns 4 km al nord de la localitat de Grindavík, a uns 20 km al sud-est de l'aeroport Internacional de Keflavík i a 45 km al sud-oest de Reykjavík. La central va ser construïda per l'empresa de producció d'electricitat HS Orka l'any 1977-79. Va ser la primera central de cogeneració del món, en que combina la geotèrmica per a la generació d'energia elèctrica i la producció d'aigua calenta per a la calefacció urbana.
La central, que consta d'una superfície de 150 hectàrees, es va construir en sis fases seqüencials, la primer l'any 1977-79 i l'última acabada el 2008, en cada fase es va construir una nova central, per la qual cosa la capacitat de generació va augmentar fins als 150 MWth (475 litres per segon d'aigua a 90 °C) per a la calefacció urbana i fins a 75 MW d'energia elèctrica. Proporciona aigua calenta per al sistema de calefacció de tota la península de Reykjanes, incloses les localitats de Keflavík, Njarðvík, Vogar, Garður, Sandgerði i Grindavík, més de 21.000 llars. Per tant, es considera una de les centrals de calefacció més importants d'Islàndia. Està connectada a la xarxa elèctrica islandesa més àmplia a Reykjavík.
La central també ha produït dues empreses derivades; una el complex termal més populars d'Islàndia, el llac Blau, i la primera planta de metanol renovable, Carbon Recycling International.